# Wahlkreis Hauts-de-Seine IX
Der Wahlkreis Hauts-de-Seine IX ist seit 1958 ein Wahlkreis (circonscription électorale) für die französische Nationalversammlung. Er umfasst einen Teil der Gemeinde Boulogne-Billancourt, d. h. die Kantone Boulogne-Billancourt-Nord-Est und Boulogne-Billancourt-Nord-Ouest sowie einen Teil des Kantons Boulogne-Billancourt-Sud.

## Ergebnisse

### Parlamentswahl 2002
| Kandidaten                                                            | Kandidaten                      | Parteien                                    | Stimmen | %    |
| --------------------------------------------------------------------- | ------------------------------- | ------------------------------------------- | ------- | ---- |
|                                                                       | Pierre-Christophe Baguetgewählt | UMP – Union pour la majorité présidentielle | 21.982  | 61,0 |
|                                                                       | Pierre Gaborit                  | SOC – Parti socialiste                      | 7.434   | 20,6 |
|                                                                       | Éric du Reau                    | FN – Front national                         | 2.277   | 6,3  |
|                                                                       | Winoc Deleplanque               | DIV – Énergies démocrates                   | 849     | 2,4  |
|                                                                       | Rémi Lescoeur                   | VEC – Les Verts                             | 667     | 1,9  |
|                                                                       | Dominique de Soto               | MPF – Mouvement pour la France              | 526     | 1,5  |
|                                                                       | Isabelle Goïtia                 | COM – Parti communiste français             | 457     | 1,3  |
|                                                                       | Olivier Pichon                  | MNR – Mouvement national républicain        | 351     | 1,0  |
|                                                                       | Claudine Lavenière              | ECO – Cap21                                 | 334     | 0,9  |
|                                                                       | Jean Deflacelière               | PREP – Pôle républicain                     | 317     | 0,9  |
|                                                                       | Souad Benani                    | LCR – Ligue communiste révolutionnaire      | 288     | 0,8  |
|                                                                       | Bruno Ricard                    | DIV – Le Trèfle                             | 275     | 0,8  |
|                                                                       | Françoise Brunet                | LO – Lutte Ouvrière                         | 125     | 0,3  |
|                                                                       | Renaud Siry                     | ECO – Génération écologie                   | 95      | 0,3  |
|                                                                       | Mireille Benyetou               | DVG – Initiative républicaine               | 49      | 0,1  |
| Gesamt                                                                | Gesamt                          | Gesamt                                      | 36.026  | 100  |
|                                                                       |                                 |                                             |         |      |
| Ungültige Stimmen                                                     | Ungültige Stimmen               | Ungültige Stimmen                           | 286     | 0,8  |
| Wähler                                                                | Wähler                          | Wähler                                      | 36.312  | 67,6 |
| Wahlberechtigte                                                       | Wahlberechtigte                 | Wahlberechtigte                             | 53.700  |      |
|                                                                       |                                 |                                             |         |      |
| Quellen: Innenministerium, Ergebnis – Assemblée nationale, Kandidaten |                                 |                                             |         |      |

### Parlamentswahl 2007
| Kandidaten               | Kandidaten                      | Parteien                                                     | Stimmen | %    |
| ------------------------ | ------------------------------- | ------------------------------------------------------------ | ------- | ---- |
|                          | Pierre-Christophe Baguetgewählt | MAJ – Majorité présidentielle (UMP)                          | 22.433  | 59,3 |
|                          | Pierre Gaborit                  | SOC – Parti socialiste                                       | 6.873   | 18,2 |
|                          | Dorothée Pineau                 | DVD – Union pour la démocratie française/Mouvement démocrate | 4.129   | 10,9 |
|                          | Peggy Duboucher                 | VEC – Les Verts                                              | 947     | 2,5  |
|                          | Éric du Réau                    | FN – Front national                                          | 854     | 2,3  |
|                          | Ségolène Missoffe               | MAJ – Nouveau Centre                                         | 505     | 1,3  |
|                          | Anne-Charlotte Lorber           | MPF – Mouvement pour la France                               | 420     | 1,1  |
|                          | Mireille Thouvenot              | EXG – Ligue communiste révolutionnaire                       | 372     | 1,0  |
|                          | Isabelle Goïtia                 | COM – Parti communiste français                              | 370     | 1,0  |
|                          | Catherine Grolière              | ECO – Le Trèfle                                              | 254     | 0,7  |
|                          | Marianne Picard                 | DVG – Mouvement républicain et citoyen                       | 240     | 0,6  |
|                          | Christian Cotten                | DIV – La France en action                                    | 199     | 0,5  |
|                          | Françoise Brunet                | EXG – Lutte Ouvrière                                         | 101     | 0,3  |
|                          | Michel Pageard                  | EXD – Mouvement national républicain                         | 89      | 0,2  |
|                          | Marie-Pierre Bolliet            | DIV – Parti humaniste                                        | 30      | 0,1  |
| Gesamt                   | Gesamt                          | Gesamt                                                       | 37.816  | 100  |
|                          |                                 |                                                              |         |      |
| Ungültige Stimmen        | Ungültige Stimmen               | Ungültige Stimmen                                            | 535     | 1,4  |
| Wähler                   | Wähler                          | Wähler                                                       | 38.351  | 63,1 |
| Wahlberechtigte          | Wahlberechtigte                 | Wahlberechtigte                                              | 60.773  |      |
|                          |                                 |                                                              |         |      |
| Quelle: Innenministerium |                                 |                                                              |         |      |

### Parlamentswahl 2012
| Kandidaten               | Kandidaten            | Parteien                                         | 1. Wahlgang | 1. Wahlgang | 2. Wahlgang | 2. Wahlgang |
| Kandidaten               | Kandidaten            | Parteien                                         | Stimmen     | %           | Stimmen     | %           |
| ------------------------ | --------------------- | ------------------------------------------------ | ----------- | ----------- | ----------- | ----------- |
|                          | Thierry Solèregewählt | DVD – Unabh. (UMP Dissident)                     | 9.709       | 26,9        | 13.912      | 39,4        |
|                          | Claude Guéant         | UMP – Union pour un mouvement populaire          | 10.978      | 30,4        | 13.578      | 38,4        |
|                          | Martine Even          | SOC – Parti socialiste                           | 7.994       | 22,1        | 7.864       | 22,2        |
|                          | Julien Dufour         | FN – Front national                              | 1.908       | 5,3         |             |             |
|                          | Dorothée Pineau       | DVD – Alliance centriste                         | 1.691       | 4,7         |             |             |
|                          | Julien Marcel         | DVD – Unabh.                                     | 1.076       | 3,0         |             |             |
|                          | Odile Joyeux          | VEC – Europe Écologie Les Verts                  | 1.067       | 3,0         |             |             |
|                          | Isabelle Goïtia       | FG – Front de gauche (Parti communiste français) | 748         | 2,1         |             |             |
|                          | Philippe Blanc        | AUT – Parti Pirate                               | 465         | 1,3         |             |             |
|                          | Christian Bouchet     | RDG – Parti radical de gauche                    | 162         | 0,4         |             |             |
|                          | Hélène Féo            | ECO – Alliance écologiste indépendante           | 151         | 0,4         |             |             |
|                          | Sofiane Bouktit       | AUT – Unabh.                                     | 87          | 0,2         |             |             |
|                          | Hélène Janisset       | EXG – Lutte Ouvrière                             | 37          | 0,1         |             |             |
|                          | Mina Khalil           | EXG – Nouveau Parti anticapitaliste              | 28          | 0,1         |             |             |
| Gesamt                   | Gesamt                | Gesamt                                           | 36.101      | 100         | 35.354      | 100         |
|                          |                       |                                                  |             |             |             |             |
| Ungültige Stimmen        | Ungültige Stimmen     | Ungültige Stimmen                                | 340         | 0,9         | 564         | 1,6         |
| Wähler                   | Wähler                | Wähler                                           | 36.441      | 59,7        | 35.918      | 58,9        |
| Wahlberechtigte          | Wahlberechtigte       | Wahlberechtigte                                  | 61.020      |             | 61.020      |             |
|                          |                       |                                                  |             |             |             |             |
| Quelle: Innenministerium |                       |                                                  |             |             |             |             |

### Parlamentswahl 2017
| Kandidaten               | Kandidaten            | Parteien                             | 1. Wahlgang | 1. Wahlgang | 2. Wahlgang | 2. Wahlgang |
| Kandidaten               | Kandidaten            | Parteien                             | Stimmen     | %           | Stimmen     | %           |
| ------------------------ | --------------------- | ------------------------------------ | ----------- | ----------- | ----------- | ----------- |
|                          | Thierry Solèregewählt | LR – Les Républicains                | 14.346      | 42,6        | 14.800      | 56,5        |
|                          | Marie-Laure Godin     | DVD – Unabh. (LR Dissident)          | 10.568      | 31,4        | 11.379      | 43,5        |
|                          | Fabienne Gambiez      | RDG – Parti radical de gauche        | 2.144       | 6,4         |             |             |
|                          | Aminata Niakate       | ECO – Europe Écologie Les Verts      | 1.687       | 5,0         |             |             |
|                          | Nina Smarandi         | FN – Front national                  | 1.081       | 3,2         |             |             |
|                          | Isabelle Goïtia       | COM – Parti communiste français      | 856         | 2,5         |             |             |
|                          | Claire de Thézy       | DVD – Parti chrétien-démocrate       | 657         | 2,0         |             |             |
|                          | Eliott Nouaille       | DVG – Nouvelle Donne                 | 619         | 1,8         |             |             |
|                          | Talia Delahaye        | DIV – Parti animaliste               | 618         | 1,8         |             |             |
|                          | Bruno Ricard          | ECO – Mouvement 100 % (AÉI – Sonst.) | 479         | 1,4         |             |             |
|                          | Olivier Fouqueray     | DIV – Union populaire républicaine   | 231         | 0,7         |             |             |
|                          | Charles Ramaré        | DIV – Allons enfants                 | 205         | 0,6         |             |             |
|                          | Délissia Soustiel     | EXG – Lutte Ouvrière                 | 185         | 0,5         |             |             |
| Gesamt                   | Gesamt                | Gesamt                               | 33.676      | 100         | 26.179      | 100         |
|                          |                       |                                      |             |             |             |             |
| Leere Stimmzettel        | Leere Stimmzettel     | Leere Stimmzettel                    | 987         | 2,8         | 2.663       | 4,1         |
| Ungültige Stimmzettel    | Ungültige Stimmzettel | Ungültige Stimmzettel                | 0           | 0,0         | 0           | 0,0         |
| Wähler                   | Wähler                | Wähler                               | 34.663      | 120,2       | 64.984      | 100,0       |
| Wahlberechtigte          | Wahlberechtigte       | Wahlberechtigte                      | 28.842      |             | 64.985      |             |
|                          |                       |                                      |             |             |             |             |
| Quelle: Innenministerium |                       |                                      |             |             |             |             |

### Parlamentswahl 2022
| Kandidaten               | Kandidaten               | Parteien                                                                         | 1. Wahlgang | 1. Wahlgang | 2. Wahlgang | 2. Wahlgang |
| Kandidaten               | Kandidaten               | Parteien                                                                         | Stimmen     | %           | Stimmen     | %           |
| ------------------------ | ------------------------ | -------------------------------------------------------------------------------- | ----------- | ----------- | ----------- | ----------- |
|                          | Emmanuel Pelleringewählt | ENS – Ensemble ! (La République en marche)                                       | 10.307      | 29,3        | 15.838      | 53,9        |
|                          | Pascal Louap             | LR – Les Républicains                                                            | 7.672       | 21,8        | 13.542      | 46,1        |
|                          | Pauline Rapilly Ferniot  | NUP – Nouvelle union populaire écologique et sociale (Europe Écologie Les Verts) | 6.200       | 17,6        |             |             |
|                          | Antoine de Jerphanion    | DVD – Unabh.                                                                     | 5.349       | 15,2        |             |             |
|                          | Guillaume Bessières      | REC – Reconquête                                                                 | 2.538       | 7,2         |             |             |
|                          | Nathalie Gaudé           | RN – Rassemblement National                                                      | 1.507       | 4,3         |             |             |
|                          | Laurent Violleau         | DVG – Fédération de la gauche républicaine                                       | 712         | 2,0         |             |             |
|                          | Léopold Chesneau         | ECO – Parti animaliste                                                           | 554         | 1,6         |             |             |
|                          | Anne-Laure Chaudon       | DXG – Lutte Ouvrière                                                             | 120         | 0,3         |             |             |
|                          | Elena Sauteray           | DXG – Nouveau Parti anticapitaliste                                              | 92          | 0,3         |             |             |
|                          | Julien Desnos            | DVD – Le Mouvement de la ruralité                                                | 64          | 0,2         |             |             |
|                          | Monia Asmani             | DIV – Union des démocrates musulmans français                                    | 62          | 0,2         |             |             |
| Gesamt                   | Gesamt                   | Gesamt                                                                           | 35.177      | 100         | 29.380      | 100         |
|                          |                          |                                                                                  |             |             |             |             |
| Leere Stimmzettel        | Leere Stimmzettel        | Leere Stimmzettel                                                                | 488         | 1,4         | 2.413       | 7,6         |
| Ungültige Stimmzettel    | Ungültige Stimmzettel    | Ungültige Stimmzettel                                                            | 0           | 0,0         | 0           | 0,0         |
| Wähler                   | Wähler                   | Wähler                                                                           | 35.665      | 56,2        | 31.793      | 50,1        |
| Wahlberechtigte          | Wahlberechtigte          | Wahlberechtigte                                                                  | 63.445      |             | 63.461      |             |
|                          |                          |                                                                                  |             |             |             |             |
| Quelle: Innenministerium |                          |                                                                                  |             |             |             |             |

### Parlamentswahl 2024
| Kandidaten               | Kandidaten               | Parteien                                        | 1. Wahlgang | 1. Wahlgang | 2. Wahlgang | 2. Wahlgang |
| Kandidaten               | Kandidaten               | Parteien                                        | Stimmen     | %           | Stimmen     | %           |
| ------------------------ | ------------------------ | ----------------------------------------------- | ----------- | ----------- | ----------- | ----------- |
|                          | Stéphane Séjournégewählt | ENS – Ensemble pour la République (Renaissance) | 21.593      | 46,1        | 27.978      | 72,6        |
|                          | Pauline Rapilly-Ferniot  | UG – Nouveau Front populaire (Les Écologistes)  | 10.024      | 21,4        | 10.543      | 27,4        |
|                          | Viriginie Mathot         | LR – Les Républicains                           | 7.108       | 15,2        |             |             |
|                          | Julia Carrasco           | RN – Rassemblement National                     | 6.528       | 13,9        |             |             |
|                          | Joseph Samoun            | REC – Reconquête                                | 840         | 1,8         |             |             |
|                          | Hazrije Mustafic         | DVC – Le Centre (AC – TEM)                      | 459         | 1,0         |             |             |
|                          | Anne-Laure Chaudon       | EXG – Lutte Ouvrière                            | 225         | 0,5         |             |             |
|                          | Thierry Narboni          | DVD – Unabh.                                    | 92          | 0,2         |             |             |
| Gesamt                   | Gesamt                   | Gesamt                                          | 46.869      | 100         | 38.521      | 100         |
|                          |                          |                                                 |             |             |             |             |
| Leere Stimmzettel        | Leere Stimmzettel        | Leere Stimmzettel                               | 796         | 1,7         | 3.314       | 7,9         |
| Ungültige Stimmzettel    | Ungültige Stimmzettel    | Ungültige Stimmzettel                           | 0           | 0,0         | 0           | 0,0         |
| Wähler                   | Wähler                   | Wähler                                          | 47.665      | 75,1        | 41.835      | 65,9        |
| Wahlberechtigte          | Wahlberechtigte          | Wahlberechtigte                                 | 63.463      |             | 63.476      |             |
|                          |                          |                                                 |             |             |             |             |
| Quelle: Innenministerium |                          |                                                 |             |             |             |             |